# Euparixoides tachirensis
Euparixoides tachirensis är en skalbaggsart som beskrevs av Zdzisława Stebnicka och Paul E.Skelley 2005. Euparixoides tachirensis ingår i släktet Euparixoides och familjen Aphodiidae. Inga underarter finns listade i Catalogue of Life.